# آب غرم (مقاطعة فسا)
آب غرم (بالفارسية: آب گرم) هي قرية تقع في قسم كوشك قاضي الريفي (مقاطعة فسا) في إيران. يقدر عدد سكانها بـ 43 نسمة بحسب إحصاء 2016.